# Шацьких Володимир Володимирович
Шацьких Володимир Володимирович (нар. 2 липня 1981, м. Молодогвардійськ, Луганська область) — український борець (греко-римська боротьба), чемпіон світу 2000 року серед молоді, чемпіон світу 2006 року, срібний призер чемпіонату Європи 2009 року, учасник Олімпійських ігор (2004, 2008).

## Біографія
Виступав у категорії до 74 кг. Довгий час у цій ваговій категорії в Україні домінував Рустам Аджі — перший в історії незалежної України чемпіон світу з греко-римської боротьби. Володимир Шацьких декілька разів переміг іменитого, але старшого спортсмена і змусив його завершити виступи на борцівському килимі. Згодом сам Володимир став другим українським чемпіоном світу у цій дисципліні.
Після завершення активних виступів на борцівському килимі перейшов на тренерську роботу. Займає посаду старшого тренера збірної команди України з греко-римської боротьби.

## Виступи на Олімпіадах
| Змагання                    | Збірна  | Вагова категорія | Місце |
| --------------------------- | ------- | ---------------- | ----- |
| Літні Олімпійські ігри 2004 | Україна | 74 кг            | 13    |
| Літні Олімпійські ігри 2008 | Україна | 74 кг            | 15    |

## Виступи на Чемпіонатах світу
| Змагання                        | Збірна  | Вагова категорія | Місце  |
| ------------------------------- | ------- | ---------------- | ------ |
| Чемпіонат світу з боротьби 2002 | Україна | 74 кг            | 4      |
| Чемпіонат світу з боротьби 2003 | Україна | 74 кг            | 5      |
| Чемпіонат світу з боротьби 2006 | Україна | 74 кг            | Золото |
| Чемпіонат світу з боротьби 2007 | Україна | 74 кг            | 32     |
| Чемпіонат світу з боротьби 2011 | Україна | 74 кг            | 19     |

## Виступи на Чемпіонатах Європи
| Змагання                         | Збірна  | Вагова категорія | Місце  |
| -------------------------------- | ------- | ---------------- | ------ |
| Чемпіонат Європи з боротьби 2003 | Україна | 74 кг            | 12     |
| Чемпіонат Європи з боротьби 2005 | Україна | 74 кг            | 12     |
| Чемпіонат Європи з боротьби 2006 | Україна | 74 кг            | 17     |
| Чемпіонат Європи з боротьби 2008 | Україна | 74 кг            | 21     |
| Чемпіонат Європи з боротьби 2009 | Україна | 74 кг            | Срібло |

## Виступи на інших змаганнях
| Змагання                                 | Збірна  | Вагова категорія | Місце  |
| ---------------------------------------- | ------- | ---------------- | ------ |
| Турнір Івана Піддубного 2008             | Україна | 74 кг            | Золото |
| Олімпійський кваліфікаційний турнір 2008 | Україна | 74 кг            | 7      |
| Олімпійський кваліфікаційний турнір 2008 | Україна | 74 кг            | Золото |
| Міжнародний турнір «Cristo Lutte» 2011   | Україна | 74 кг            | Золото |
| Кубок Вантаа з боротьби 2011             | Україна | 74 кг            | 7      |
| Олімпійський кваліфікаційний турнір 2012 | Україна | 74 кг            | 5      |

## Державні нагороди
- Орден «За заслуги» II ст. (18 листопада 2024) — за мужність і самовідданість, виявлені у захисті державного суверенітету та територіальної цілісності України, вагомий особистий внесок у розвиток різних сфер суспільного життя в умовах воєнного стану, сумлінне виконання професійного обов'язк[3]
- Орден «За заслуги» III ст. (16 серпня 2021) — за значний особистий внесок у розвиток олімпійського руху, підготовку спортсменів міжнародного класу, забезпечення високих спортивних результатів національною олімпійською збірною командою України на ХХХІІ літніх Олімпійських іграх.[4]